# Céreste-en-Luberon
Céreste-en-Luberon (vor 2024 Céreste) ist eine französische Gemeinde mit 1195 Einwohnern (Stand 1. Januar 2022) im Département Alpes-de-Haute-Provence in der Region Provence-Alpes-Côte d’Azur. Sie gehört zum Kanton Reillanne im Arrondissement Forcalquier. Die Bewohner nennen sich die Cerestain. 

## Geografie
Die angrenzenden Gemeinden sind Sainte-Croix-à-Lauze im Norden, Reillanne und Montjustin im Osten, Vitrolles-en-Lubéron im Süden, Peypin-d’Aigues im Südwesten sowie Saint-Martin-de-Castillon und Viens im Westen.
1612 Hektar der Gemeindegemarkung sind bewaldet. Durch Céreste-en-Luberon führt die Route nationale 100.

## Bevölkerungsentwicklung
| Jahr      | 1962 | 1968 | 1975 | 1982 | 1990 | 1999 | 2008 | 2012 |
| --------- | ---- | ---- | ---- | ---- | ---- | ---- | ---- | ---- |
| Einwohner | 632  | 757  | 832  | 862  | 950  | 1036 | 1208 | 1242 |

## Sehenswürdigkeiten
- Römische Kirche, Monument historique
- Maison médiévale, ein Haus aus dem 13. Jahrhundert,  Monument historique
- Priorat Carluc
- Kapelle Saint-Georges

Siehe auch: Liste der Monuments historiques in Céreste-en-Luberon

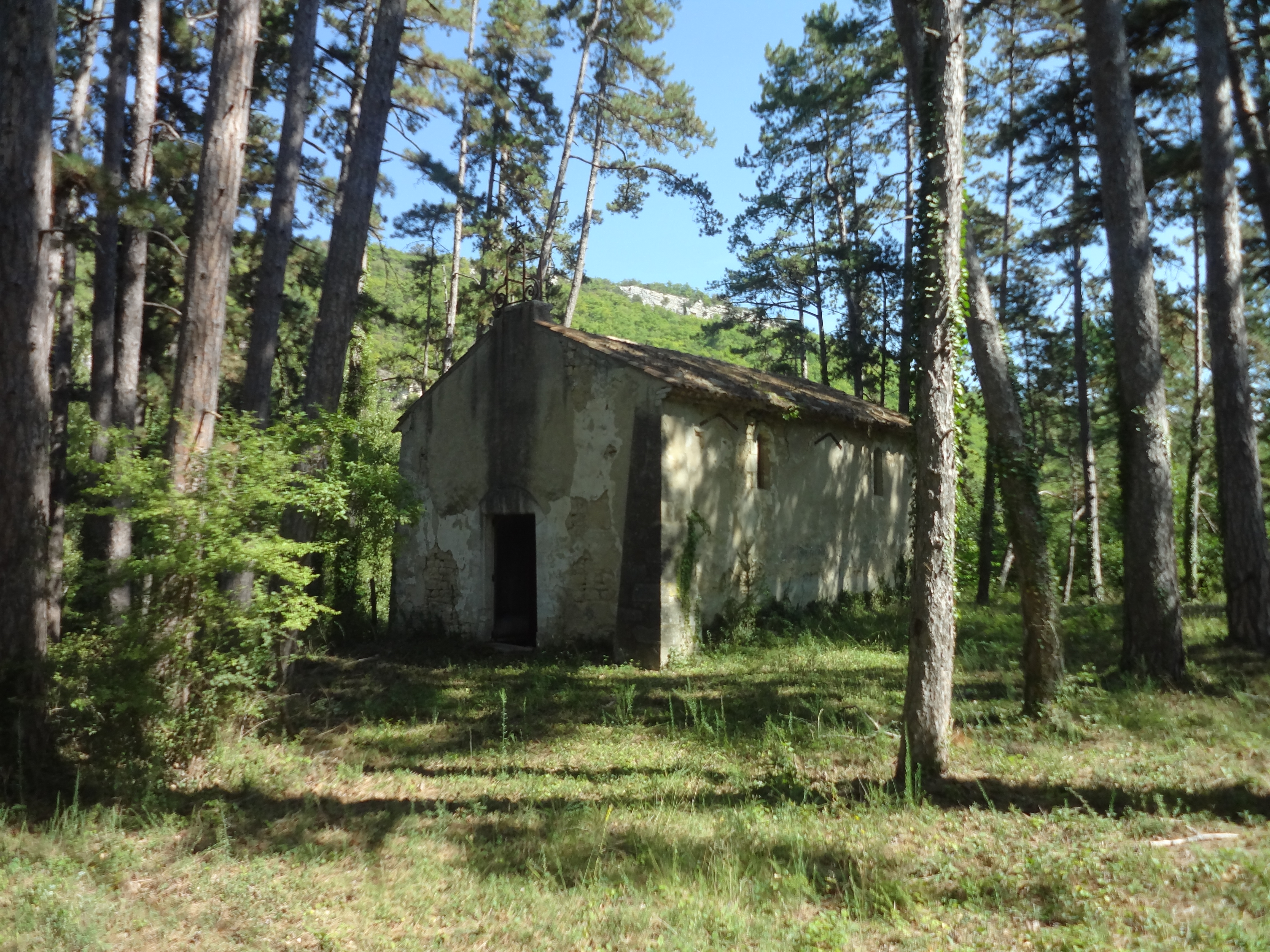
Kapelle Saint-Georges
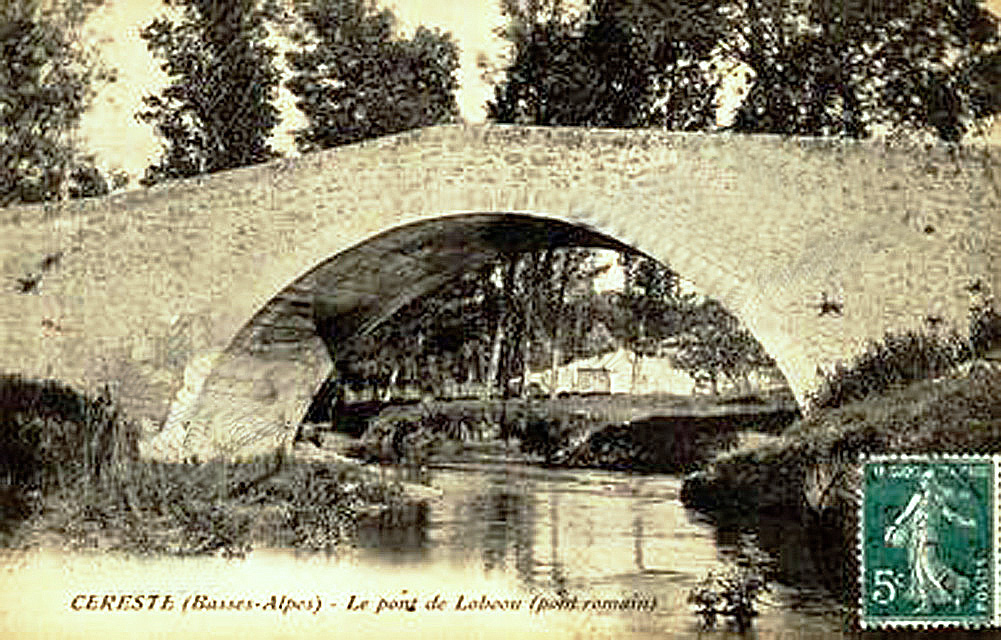
Römerbrücke
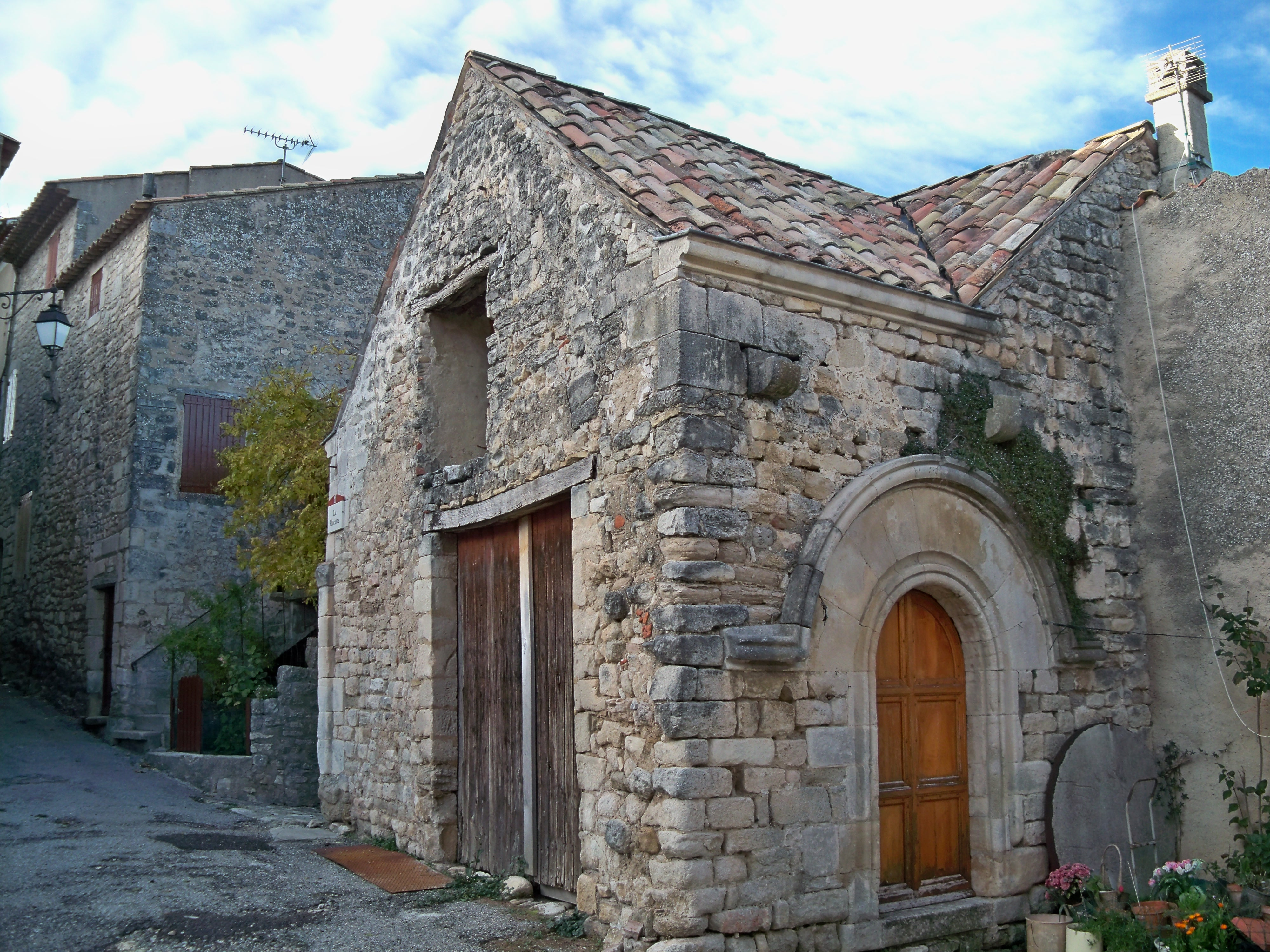
Maison médiévale, mittelalterliches Haus

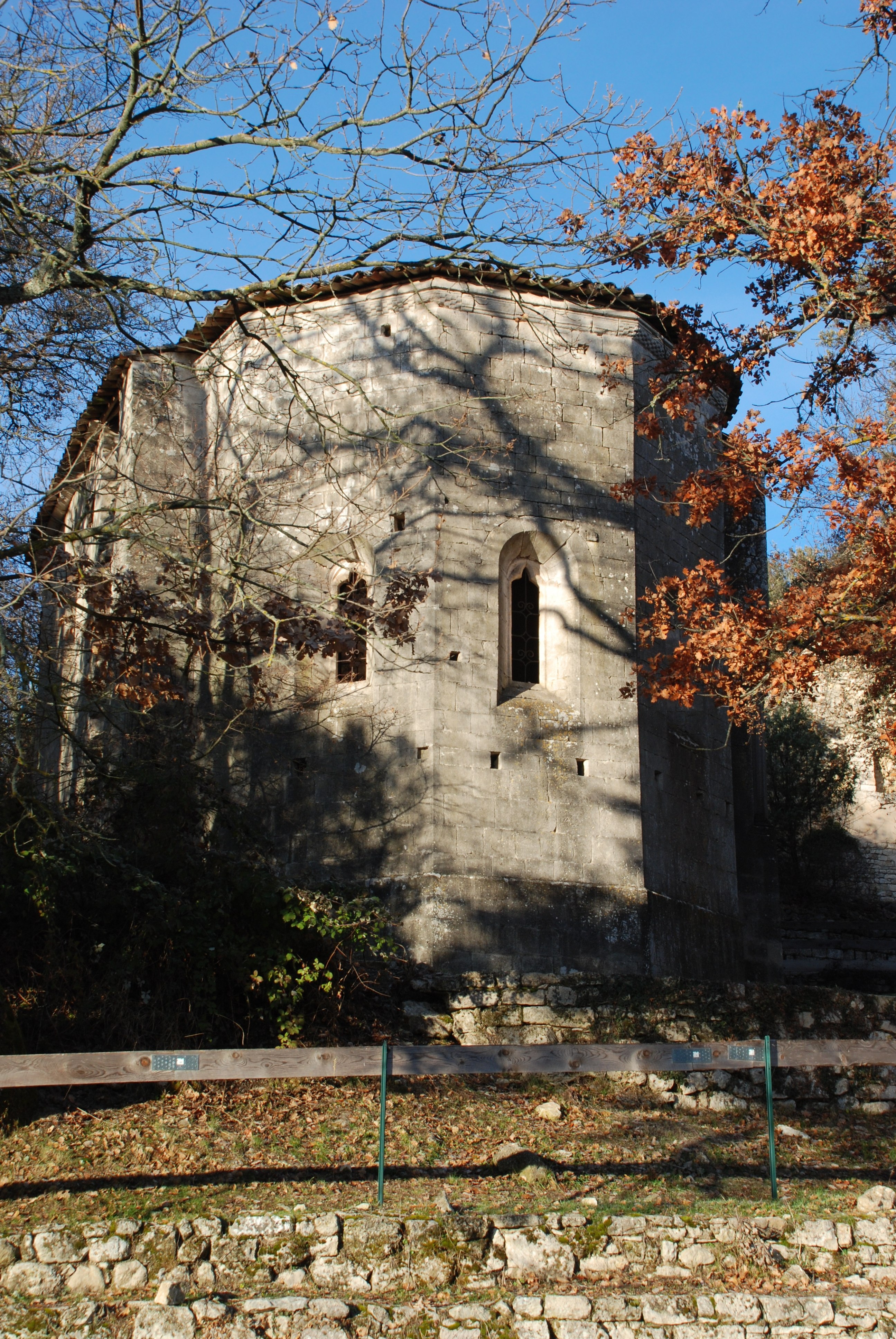
Priorat Carluc
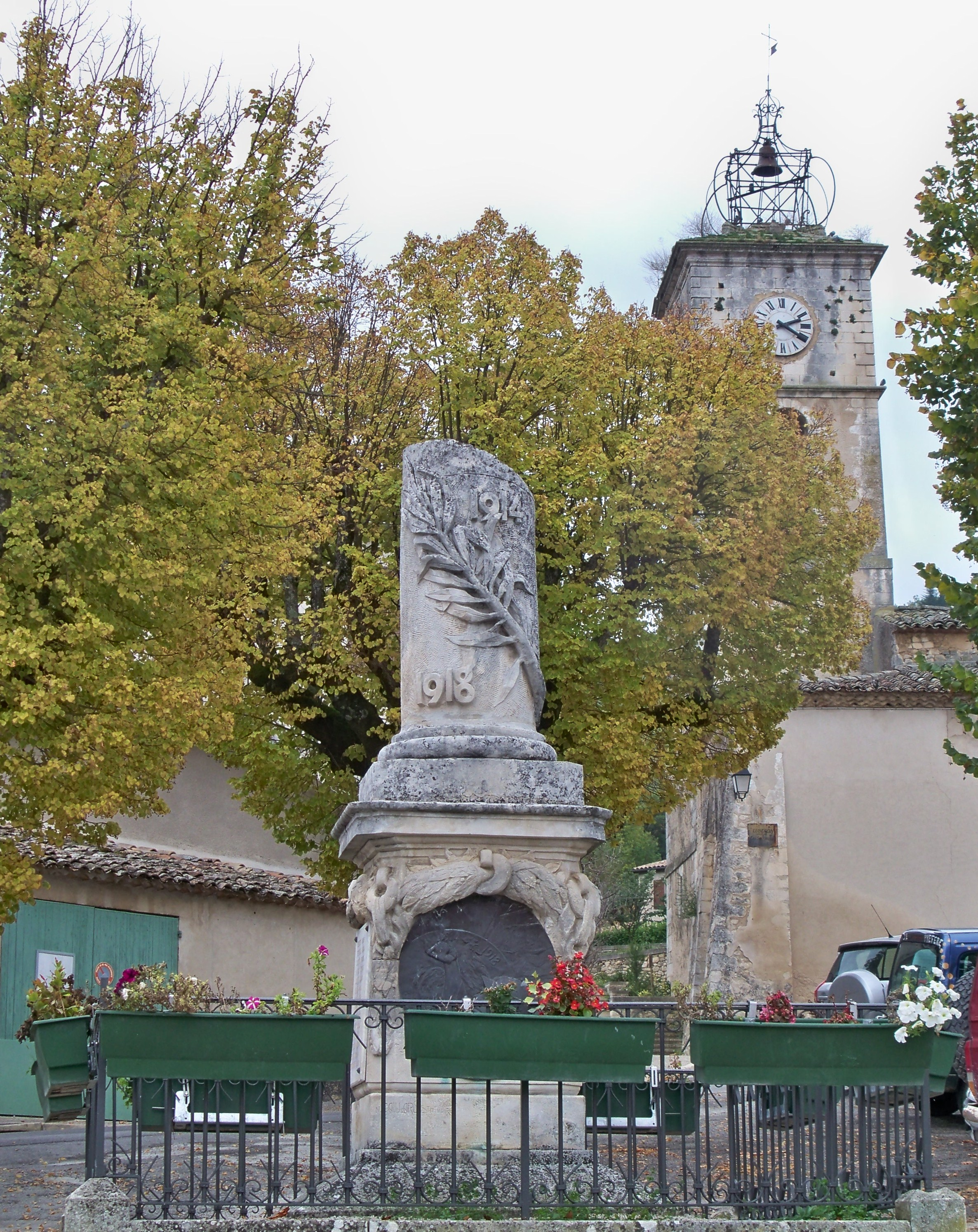
Gefallenen-Denkmal